# دانييل كوالسكي
دانييل كوالسكي (بالإنجليزية: Daniel Kowalski) (2 يوليو 1975 – ) هو سباح، من أستراليا، مثّل بلاده في الألعاب الأولمبية الصيفية 2000، وسباحة في الألعاب الأولمبية الصيفية 1996 – رجال 400 متر حر ‏، وسباحة في الألعاب الأولمبية الصيفية 1996 – رجال 1500 متر حر ‏، وسباحة في الألعاب الأولمبية الصيفية 1996 – رجال 200 متر حر ‏، والألعاب الأولمبية الصيفية 1996، وSwimming at the 2000 Summer Olympics – Men's 4 × 200 metre freestyle relay ‏.

## وصلات خارجية
- دانييل كوالسكي على موقع IMDb (الإنجليزية)

- دانييل كوالسكي على موقع الاتحاد الدولي للسباحة (الإنجليزية)
- دانييل كوالسكي على موقع SwimRankings.net (الإنجليزية)
- دانييل كوالسكي على موقع أوليمبيديا (الإنجليزية)
- دانييل كوالسكي على موقع اللجنة الأولمبية الأسترالية (الإنجليزية)
- دانييل كوالسكي على موقع اتحاد ألعاب الكومنولث (مؤرشف) (الإنجليزية)